# Seraphic Blue
『Seraphic Blue』（セラフィックブルー）は、ゲームクリエイターの天ぷらを中心とし、RPG作成用のプログラムRPGツクール2000を用いて製作されたフリーゲーム。通称『セラブル』。伏線に彩られた謎の多い展開、オリジナルのメニュー・戦闘、長尺のプレイタイムなどを特徴とし、ベクターの総合ダウンロードランキングにランクインするなど、RPGツクール関連のフリーゲームとしては高い人気を誇る。
2006年11月5日には、天ぷら自身による同作の改訂版『Seraphic Blue Director's Cut』が公開された。また、2006年6月より公式サイトに"Seraphic Blue -Disclose with Tales-"というコーナーが設けられ、『Seraphic Blue』に関するエッセイ的な文章が不定期連載されていた。

## ゲーム概要
天ぷらによる3作目の長編RPGにして、引退作。初公開日は2004年5月15日、最終アップデートは同年の7月28日に行われた。ゲーム中の作者のクレジットには、天ぷらではなく『榊』という名前が使われている（前二作では『榊本祐』としていた）。過去の作品は全て公開停止されたので、正式に入手できる唯一の天ぷら作品になる。
メニュー、戦闘、アイテムやステータスの管理には、RPGツクール2000に予め用意されているものをいっさい使用せず、マップファイル上にイベントを配置し、作者自身の手で構築されている。
『Seraphic Blue』の特徴として、その徹底した暗いストーリーがあげられる。それは主人公の厭世的なモノローグにはじまり、時折残酷さを伴う演出も見受けられる。物語性を重視した作りとなっており、序盤から中盤にさまざまな伏線が展開され、終盤にてそれらの回収が矢継ぎ早に行われている。世界設定に関しては、SF的な要素を多く採用し、ファンタジー的な要素はやや抑えられている。
クリアまでのプレイタイムは長く、作者によって50時間を上回るであろう事が明言されている。これはゲーム攻略だけでなく、会話や回想、独白などいわゆるイベント部分の占める個所が大きいためである。サブイベントも少なく、行動範囲に制限がかかる事も多い。
自動メッセージ送りの間隔、BGMの変更、キャラクターの細かい動作、画面の切替えなど、演出の細部にも注意が払われている。作中のテキストは「成る程」「心算」「呉れ」「筈」など、漢字を多用するのが特徴（一部、御前、何、其処、此処、など非常用漢字の多用で、誤った意味をなしているとの指摘もある）。
ゲームの難易度については作者自らが語るように高めとなっており、「RPG上級者も楽しめる」と評されている。
製作期間は少なくとも二年以上であると推測される。また、公開延期が何度かされていて、最初に予告されていたリリース時期はもっと早かった。

## グラフィック・サウンド
『Seraphic Blue』はRPGツクール2000を用いて製作されているため、グラフィックは低解像度（320×240ピクセル）の2DCGになる。標準素材（RTP）の使用は控えめだが、マップチップやモンスターグラフィックの多くはRPGツクールコミュニティに広く知られたフリー素材を使っている。ただし、ストーリー上重要なモンスターなどはオリジナルの素材を使用する事を基本としている。キャラクターチップもメインキャラクターは概してオリジナルのものが使われている。会話などのイベントシーンではその補助として、挿絵が入る事がある。それらの絵はキャラクターに焦点を当てたものが多い。また各種ウインドウやタイトル画面の背景などには、グラデーションのかかった青が使われ、統一感を出している。
BGMにもフリー素材が使われている。その多くはMIDIファイルだが、一部MP3形式のものも存在する。BGMの総数は100を越え、フィールド移動時のものや、戦闘用の曲は、ストーリーの進行に応じて変わる。『Director's Cut』では、使用BGMの変更に際しMP3の分量が大幅に増え、一部ミュージックコンポーザーRainyによる作品専用BGMも追加されている。

## ゲームプレイ
ゲーム進行は、コンシューマのRPGに一般的な形式と同様であり、与えられた目的をこなす事でストーリーが進む。進行の条件は、シナリオの中で示されるほか、メニュー内のデスティネイションの項からもチェックできる。その他の面でも、多くのRPGに見られる典型を踏襲しているが、ところどころにオリジナリティを持った部分もある。
移動場面はフィールドマップとその他通常のマップに分類され、いずれも見下ろし形のものが多くを占める。フィールドマップは、ロケーション間の移動を行うマップで、画面下方に地図が表示される。街の機能は限定的で、プレイヤーにとって必要最小限の施設しか用意されていないことが多い。
エンカウト方式はランダムエンカウントで、多くの場合フィールド及びダンジョンで戦闘が発生する。ダンジョン内には、ゲームデータのセーブを許されるメモリーツリーと、ダンジョン入口付近との行き来を可能にするリターンツリー、アイテムを使いパーティーを回復できるリザレクトポイントが配置されている。これらは主にボスとの戦闘の直前に配置されるが、長いダンジョンの半ばに設置されている事もある。

### 戦闘

#### 基本的な流れ
『Seraphic Blue』の戦闘システムは、RPGツクール2000にデフォルトで用意されているターン制を基調とするものとは大きく異なる。戦闘画面は上段、中段、下段に分かれていて、上段には敵キャラクターのグラフィック、下段には味方キャラクターに関する情報が表示される。中段は、戦闘に参加しているキャラクターの行動待ちの状態を視覚的に表したもので、1から4まで番号の振られたピンク及びエメラルドグリーンのアイコンが左に移動していく。ピンクは敵キャラクターの、緑はプレイヤーキャラクターの状態をそれぞれ表すもので、対応するアイコンが左端に到達したキャラクターは行動可能となる。味方キャラクターが行動可能となった場合、具体的な行動の選択に移る。行動の選択時にはアイコンは停止する。
プレイヤーが選択できるコマンドには、攻撃（Attack）、防御（Defense）、アイテム（Use-item）、アビリティ（Ability）のほか、エネミーデータ（Enemy data）、パス（Pass）がある。「エネミーデータ」はペナルティ無しで敵の情報を閲覧できるもので、戦略を考える際のヒントになる。「パス」は、その名の通り行動をパスし、次の行動までどの程度待機するかはある程度自由に選択できる。パスに限らず、行動を行った後はアイコンが右の方に戻され、キャラクターは待機状態に入る。攻撃、防御には強・弱の2種類があり、それぞれメリット、デメリットがある。また、「アビリティ」はTPを消費して使う技の総称。
キャラクターの行動待ちの状態は、それぞれのキャラクターに割り振られたWTというパラメータで制御されている。WTは、キャラクターごと、AGLを含む関数によって常に減算を受けていて、WTが0以下になるとそのキャラクターが行動可能になる。WTの残りが幾らかは、セカンドコマンドからチェックでき、セカンドコマンドは、通常のコマンド入力の際Shiftキーを押す事で指示できる。戦闘からの脱出もセカンドコマンドに含まれる。行動の速さに関係のあるパラメータはAGLの外に2種類あり、戦闘開始時のWTを決定するMOV、攻撃後のWTを決めるATKWTがそれに当たる。また、MOVは戦闘離脱の成否にも影響する。
敵か味方のどちらかが全滅する事で、戦闘は終了する。敵を全て倒した場合は、経験値や戦利品が得られ、逆にプレイヤー側が全滅した時には普通、ゲームオーバーとなってタイトル画面に戻される。経験値はキャラクターのステータス状態に関わらず平等に得られる。回復手段としてはサプリメントという補給装置が用意されており、これを使用する事でHP・TPを回復できる。サプリメントは戦闘終了後、またはメニューの項目「Supplement」から使用する事が出来る。サプリメントも経験値を得ることでレベルが上がり、その貯蔵許容量が増加する。

#### その他の要素
戦闘の大まかな流れは以上のようになるが、そのほかにも付属的な要素が存在する。ステータス変化はその代表的なもので、不利状態は10種類、有利状態は4種類になる。ステータス異常はHP減少（毒）や行動停止（麻痺）などベーシックなものが多いが、上位の不利状態に当たる病気（毒の強化版）、メランコリー（能力値低下）にかかると、有利状態が解除され、さらに有利状態に移行する事もできなくなる、という特徴がある。なお、全てのステータス異常は戦闘が終われば自動的に回復する。
フィールドエレメント（FE）はこのゲームの特徴的なシステムで、属性攻撃を使った時、戦闘フィールドがその属性を帯びるというもの。FEの状態は戦闘画面右下に表示される。『Seraphic Blue』における属性は8種類設定されているが、そのうち火と水、風と土、光と闇はFEとして相反する方向性を示す。すなわち場が水属性を帯びている時に火属性のアビリティを使えば、両者は打ち消しあい、火⇔水の関係における場の属性がニュートラルな状態になる。FEが意味を持つのは高位のアビリティを使うときで、対応するFEを消費することで初めて使えるようになるアビリティが存在する。
『Seraphic Blue Director's Cut』では、戦闘を行う場所によって特別な攻撃が加わるというシステム、アウターハザードや、飛行中の戦闘の際に、乗っている飛行機の耐久力が加味される、空中戦が追加されている。

### バトルメンバー
『Seraphic Blue』には総勢12人のプレイヤーキャラクターが存在し、一度に戦線に出られるのは4人まで、パーティーの最大人数は8人になる。バトルに参加するメンバーはメニュー画面の「Organize」より決定する。プレイヤーキャラクターにはそれぞれ特性があり、攻撃力が高かったり、強い回復魔法が使えたりする。キャラクターごとに属性攻撃、不利状態への向き不向きがあり、例えばレイクは装備の影響を受けていない状態では闇属性に強く光属性に弱い。また、アビリティはキャラクターごとに固有のものと、スフィアを装備する事で覚えるもの（魔法）があり、後者の方法では、複数のキャラクターが同じアビリティを覚えられるが、高レベルのアビリティスフィアを装備できるキャラクターは限定される傾向にある。

### アイテム
装備の種類は武器・スフィア・フレームの三種。武器は攻撃面の増強、スフィアはアビリティの習得や各種能力値及び耐性の増強、フレームは防御面の増強とスフィアを装備するための媒体としての役割をもつ。組み合わせによって、スフィア重視、攻撃重視などの幅広い戦略を得る事が可能となっている。
"EX マテリアル"を利用することにより、ユーズアイテムの強化を行える。アイテムを4つ合成すると、味方全員を回復できるAアイテム、アイテムを2つ合成すると回復効果量が2倍になるDアイテムができる。

## 登場人物
『Seraphic Blue』のストーリーは、作者がその性質を群像劇という言葉で表したように、多くの人物がストーリーに関わりを持つ。ここでは『Seraphic Blue』のメイン・キャラクターをそれぞれ解説する。

### パーティーメンバー
レイク・ランドヴェリー （22歳 男性）
東部大陸でイーヴルスイーパーを生業としていた青年。ココモの町のイリエナ孤児院で育った。母親は彼を産んだ時に死亡し、父親は生まれたばかりの彼を孤児院に預けて行方知れずのまま。その出生の為か、厭世的な青年に成長、その鬱屈とした感情をイーヴル狩りにぶつけるようになる。ある時依頼を受けて向かったトゥルクの森でガイアキャンサーを操る少年エンデの襲撃を受けて窮地に陥ったところを謎の女性ヴェーネに助けられ、記憶喪失になった彼女の記憶を取り戻すために一緒に旅に出る。物語の中で彼は、自分がパーソンとセラパーソンとの唯一の混血児＝セラフィックブルーの本体であることを知る。
ヴェーネ・アンスバッハ （22歳 女性）
トゥルクの森でガイアキャンサーに追い詰められたレイクの前に現れ、エンデの手から救った女性の天使。レイクを助けた際に使ったセラフィック・トランスにより一時的な記憶障害に陥るが、ユアン達と再会する事で記憶を取り戻す。レイクの母であるシリア・ローズバーグのセカンドカーネル(生まれ変わり)であり、セラフィックブルーの第一片翼でもある。幼少の頃からジークベルトにより「救世の道具」として徹底的な教育を受け、それが物語終盤で起こるある事態の引き金になった。
ニクソン・クロムウェル （33歳 男性）
ホーイック教会の牧師で、フェジテからグラウンドに捨てられた天使の子供達を保護していた。天使孤児の引き渡しを要求するホワイトウィングの研究員との対立から、丁度ホワイトウィングに向かっていたレイクとヴェーネと行動を共にすることとなる。過去にバウンティハンターを生業としていた。別れた妻と娘がいる。
ミネルヴァ・フェジテ （19歳 女性）
第四代目現フェジテ女王。若年の為政治に関しては見習い段階で、実質の政治的発言力はない。強硬的な反女王派から逃れるため、見聞の拡張を兼ね、徒歩でルートフォードに向かう隠密行の最中にフェジテに飛ばされてきたレイクと出会い、彼と共に旅をする事になる。
ハウゼン （138歳 男性）
ミネルヴァを護衛する屈強な男性。主人に絶対の忠誠を誓い、何があろうと守り通すフェジテセイヴァー。実は人間ではなくマジックドールと呼ばれる人形で、かつてはベネティクタやキャサリンに付いていた。
フォクシー （24歳 女性）
エンヴィ・ケイオスの売春婦。子供の頃はダンサーを目指していたが、両親がその費用のため業者に借金をし、結果臓器を担保に殺されてしまったことを苦に、自分を憎み夢を諦めた。
ユアン・オースティン （43歳 男性）
オーグのリーダーにしてレイクの父親。セラフィックブルー第二片翼。強い正義感と、目的の為に手段を選ばない行動力を持ち合わせる。本編より23年前に、プロジェクト・セラフィックブルーのエージェントとしてグラウンドに降り立つも、任務が思うように進まず行き詰まる。その際我が身を、ひいてはプロジェクト・セラフィックブルーを振り返り、その「大義名分を掲げた狂信」を目の当たりにし反旗を翻す。その際にシリア・ローズバーグを誘拐。逃避行の中でシリアと相思相愛の中になり、やがて息子であるレイク・ランドヴェリーを授かった。しかしシリアはゲオルクによって無一文の状態で勘当され衰弱していたためにレイクを出産した直後に駆けつけたユアンに看取られながら亡くなり、その後ユアンはレイクをイリエナの孤児院に預けて去った。
後にレイクと合流した際自分が父親である事を明かすが、レイクは自分を孤児院に預けて失踪した父を憎んでいたため彼から拒絶されてしまう。
ケイン・クルスク （20歳 男性）
オーグ構成員。ブラストエンジニアとして火器の調整を専門としている。10年前に妹をディスピスで亡くし、7年前に悲嘆に暮れる両親が自分を残して自死した過去を持つ。
ヤンシー・ユティカ （23歳 女性）
テンリンのモンク(格闘家)。ある朝三条峰からの異様な気配を察知し、ドリスに出会う。かつて友人のメンチュンをイーヴルによって殺害された事を悔やみ、誰かを守るための力を求め日々修行に明け暮れる。そのため、方々から疎まれているドリスの保護者たろうとしている。
ドリス・シュテンダル （16歳 女性）
フェジテからグラウンドにやってきた少女。三条峰でモンスターに襲われたところをヤンシーとランサードに助けられ、彼らと共にフェジテへ帰るための旅に出る。遅発性ディスピスで軽度の精神障害をもつが、それによるサヴァン症候群により尋常ならざる魔力を持つ。フェジテ魔法アカデミーにおいての最高位であるスペリオルメイジの称号を持つ。母親に疎まれ、クラスメイトから陰湿ないじめを受ける中、唯一の理解者であったヴェーネを強く慕っている。
ランサード・シャイアン （30歳 男性）
10年前に現れた歴史上最悪のイーヴルであるイーヴル・ディザスティアを倒した当時新鋭のバウンティハンター。莫大な懸賞金を受け取るべき立場にありながらディザスティア打倒以来姿をくらましていた。三条峰でヤンシーと共にドリスを助けた事から彼女達と共に旅に出ることになる。
ヴィルジニー （1歳 女性）
ゲオルクが密かに開発を進めていたシリアのクローンの一体。容姿はシリアそっくりだが、感情に乏しい。ゲオルクに絶対の愛および忠誠心を持ち、レイク達の前に幾度となく立ちはだかる。後にある出来事からゲオルクを憎むようになり、レイク達の側につくことになる。正式名称はヴィルジニー28VVF（Version Valkyrie-Fake）と言う。ヴィルジニー（Virginie）のコードネームは、失われたシリアの「処女性」に由来する。

### その他の人物
ジークベルト・アンスバッハ （56歳 男性）
チーム・アンスバッハのチーフにして、ヴェーネに「救世の道具」として徹底的な教育を行った人物。子供の育つ過程を「ゲーム」としてみなす部分があるため、一部からは危険視されている。ヴェーネに関しては他に類を見ないほど独占欲が強く、彼女の前に現れては意味深な発言を繰り返す。後に彼がヴェーネに行った教育が物語終盤で起こるある事態の引き金になってしまう。
フリッツ・アンスバッハ （24歳 男性）
ジークベルトの実の息子。ヴェーネに対して深い思い入れを抱いている。父親が愛娘ヴェーネに夢中になる傍らで彼は孤独に生きてきた。ヴェーネの情操教育プログラムの相手として選出された過去を持つ。ヴェーネの運命を悲観し、彼女を助けようとしている。
ゲオルク・ローズバーグ （62歳 男性）
ローズバーググループの会長で、その強い野心と型破りな行動力によりグラウンドで大きな権力を持つに至った人物。元来は真面目で温厚な性格であり、片田舎の小さな薬局屋を娘シリアと切り盛りしていた。しかし、グラウンド開発に乗り出すフェジテに仲介役として選出されたことで権力の虜となる。シリアを異常なまでに溺愛していたが、ユアンによるシリア誘拐とレイク妊娠以来、シリアを勘当、ユアンを憎悪し現在に至る。シリアへの狂的なまでの愛情は後にヴィルジニーの誕生へと向けられる。
シリア・ローズバーグ （死亡時20歳 女性）
レイクの母親で、ゲオルク・ローズバーグの娘。ゲオルクが権力を持つようになってからは、箱入り娘のように扱われていたが、そこをユアンに連れさらわれ、後にユアンとの間にレイクを身籠る。逃避行の果てにゲオルクの元に戻るも勘当され、レイクを産み落とした後悲運の生涯に幕を下ろす。
イリエナ・カンパーニ （47歳 女性）
ココモにある小さな孤児院の経営者で、レイクの育ての親。孤児たちを本当の子供のように思っている。
ランゲル・ハルス （58歳 男性）
トゥルクで小さな診療所を営む医者。元ローズバーグ製薬に所属していたため、トゥルクでは村八分に遭っている。金が全てのリアリストを主張する反面、義理でレイクに協力したりとヒューマニスティックなところもある。
ハイディ・バーミンガム （39歳 女性）
ロビン開発部第一主任。セラパーソンとしても高い能力を発揮しロビンのエンジニアの中枢的存在。
フョードル・ヴォロネシ （22歳 男性）
ロビン開発部門第二主任。パーソンとしては高い才能を持ち、ハイディのセラパーソンとしての才能をライバル視している。火気の扱いに長け、飛行船の操縦も得意とする。
カーチス・ハミルトン （46歳 男性）
C.M.G.Cの兵器開発部門に所属。非常に有能で強力な新兵器開発の中心人物。
デイジー・メイスン （46歳 女性）
ミネルヴァの教育係兼実質的なフェジテの政治的最高権力者。大勢に左右されない判断力を持ち、あらゆる局面において優れた政治手腕を発揮する。スペリオルメイジとして勇名を馳せた経歴を持ち、その面においてもミネルヴァの師となっている。
オーウェン・バルチック （47歳 男性）
元近衛兵隊長で、現C.M.G.C.委員長。権威主義者であり、女王には絶対の忠誠を誓い、政府は民の模範たれとの理念を持つ。その反面、民間であるオーグの台頭を許せないでいる。
モーガン・ダグラス （36歳 男性）
フェジテ内政部地上統治部門幹部。2年前までC.M.G.C委員長を務めていたが、ユアンによるヴェーネ奪還の責を問われ辞任。親の七光りにより、辛うじて地上統治部門の幹部に収まっている。強者に諂い、弱者を虐げる小者の典型。
ジェラール・アランソン （29歳 男性）
フェジテ内政部地上統治部門の幹部。過去、グラウンドの調査中に危機に見舞われるも現地住人に救われた事があり、セラパーソンの権力者の大半がパーソンを家畜同然に見ている中、パーソンとグラウンドに関しては特別な思い入れを持っている。
ベネティクタ・フェジテ （死亡時45歳 女性）
有能な人物を輩出する事で知られた名門フェジテ家の人間。ガイアに関する数々の伝承や考察を纏め「ガイア理論」として発表した世界的に高名な科学者。
キャサリン・リオ （死亡時63歳 女性）
魂に関する新説を発表し、リオ・エクスプローラを結成した高名な科学者。ごく普通の女性であったが、片足を切断する怪我を負って以来突如科学者としての才能が開花、歴史に名を残すに至る。
黒衣の少女・黒衣の女性
レイク達の行く先々にしばしば現れ、助言、あるいは予言めいた言葉を残して去っていく。エンデにも匹敵しうる力を持ち、時にはレイク達を保護、先導する役割を担う。
エンデ （?歳 男性）
レイク達の前に度々現れる謎の少年。10歳ぐらいの幼い少年の姿をしている。本人曰く、残酷のイデア。その正体はガイアキャンサーを統べる特殊なガイアキャンサー「実行者」で、度々レイクらの前に現れては大量のモンスターやガイアキャンサーを召喚し彼らを弄ぶ。
オーファ （?歳 女性）
ヴェーネと瓜二つの容貌を持つ謎の女性。体に色がなく、ぼんやりと光を放った姿をしている。ヴェーネやエルとの会話が可能で、常にヴェーネを気遣い、彼女の「人としての可能性」を信じている。
エル （?歳 女性）
オーファ同様ヴェーネと瓜二つの容貌を持つ謎の女性。物語の中で度々オーファと会話を交わしている。正体はジークベルトによる「救世の道具」としての教育過程で生まれたヴェーネの第二人格「リフューズ・セラフィックブルー」。自己を否定し運命に身を捧げんとするヴェーネに対して、自分の運命の嫌悪、否定などヴェーネがヴェーネとして持ってはならない感情の捌け口として生み出された。結果、生命・運命・世界に対して強い嫌悪感と破壊衝動を持つ。Rと書いて「エル」と読み、由来は「Refuse」の頭文字。
アイシャ・クルスク （死亡時6歳 女性）
ケインの妹。末期のディスピスであるルシファー変異症を発症し、本編の10年前にDLG法に基づきグラウンドに廃棄された。

## ストーリー
『Seraphic Blue』のストーリーは全5章立てで、エピソードという単位で、さらに細かい区分けがなされている。長尺のストーリー、複雑な世界設定のため、ストーリーの理解に当たって混乱を招きやすいが、キャラクターのプロフィール、エピソードごとの粗筋、用語解説などが、話の進行に応じてメニューの「Dictionary」に掲載されるようになっている。
序盤では、世界について、個々の登場人物について、ストーリーの中で与えられる情報が限定され、謎が謎のまま物語が進んでいく。序盤は大体、主人公のレイクの視点より物語が綴られるが、時折主人公の視点から離れた場面を描いたシークエンスがはさまれる。オープニングに始まるこれらのシークエンスは、キャラクターの背後関係をプレイヤーにそれとなく示し、先の展開への伏線として機能する。中盤以降は、もう一人の主人公ヴェーネの過去が同様の手法でフラッシュバックされ、やはり物語終盤まで謎が残るヴェーネの過去に対する伏線となる。

### 序章
| 褪せた平常の場所 Our days here, The destiny beside | 褪せた平常の場所 Our days here, The destiny beside | 褪せた平常の場所 Our days here, The destiny beside | 褪せた平常の場所 Our days here, The destiny beside   |
| ナンバー                                           | タイトル                                           | タイトル                                           | 内容                                                 |
| -------------------------------------------------- | -------------------------------------------------- | -------------------------------------------------- | ---------------------------------------------------- |
| Episode01                                          | イーヴルスイーパー 黒き翼を狩る者達                | Krieger                                            | トゥルクに現れたイーヴルの群れの退治                 |
| Episode02                                          | イーヴルの魔窟へ 荒涼と殺戮の戦士                  | Hass                                               | イリエナから依頼を受け、名も無き洞窟のイーヴルを倒す |
| Episode03                                          | 運命の氷解 舞い降りた白翼の天使                    | Engel                                              | トゥルクの森でのイーヴル退治の最中、エンデと遭遇する |

序章は基本的に、レイクの視点で物語が進み、依頼を受け、黒い翼を生やす怪物・イーヴルを退治する彼の姿を軸に、両親――彼の生後まもなく死んだ母、彼を孤児院に預けたきり姿を見せない父――を彼がどう思っているのか、彼の性格がどういったものなのかが描かれる。章の終わりには、以降の物語に深く係わるエンデとヴェーネがレイクの前に現れる。この出会いによってレイクは、それまで交わることのなかった星の運命を巡る戦いへと合流を果たす。

### 第一章
| 白き翼の彷徨う世界 Something more precious, Anything more fragile | 白き翼の彷徨う世界 Something more precious, Anything more fragile | 白き翼の彷徨う世界 Something more precious, Anything more fragile | 白き翼の彷徨う世界 Something more precious, Anything more fragile      |
| ナンバー                                                          | タイトル                                                          | タイトル                                                          | 内容                                                                   |
| ----------------------------------------------------------------- | ----------------------------------------------------------------- | ----------------------------------------------------------------- | ---------------------------------------------------------------------- |
| Episode04                                                         | 旅立ちの翼 失われし記憶を探して                                   | Zukunft                                                           | ヴェーネの記憶を取り戻すための旅を始める                               |
| Episode05                                                         | ホーイック 捨てられし幼天使の家                                   | Begegnung                                                         | ホーイックの教会でニクソンに会う                                       |
| Episode06                                                         | 海上都市ユヴェス 暗き海からの来訪者                               | Ungeheuer                                                         | ユヴェスでのエンデとの再遭遇、謎の怪物との戦闘                         |
| Episode07                                                         | ホワイトウィング 災厄の潰えし丘                                   | Angriff                                                           | ホワイトウィング研究所で天使についての情報を聞く                       |
| Episode08                                                         | 疑惑のエンブレム 知られざる闇の支流                               | Loewe                                                             | ゲオルクが、レイク達をつけ狙っているらしい事を知る                     |
| Episode09                                                         | 思い出の欠片 愛しさは水鏡の向こうに                               | Versprechungen                                                    | ラヴェンナの洞窟を抜け、メンドゥーサへの道を急ぐ                       |
| Episode10                                                         | 黒衣の呼び声 舞い降りた星の御遣い                                 | Lenkung von oben                                                  | メンドゥーサにて、ガイア理論の説明を受ける                             |
| Episode11                                                         | 星の大樹 蒼き光河に流るる運命                                     | Verschlechterung                                                  | ラウレンティアの大樹でゲオルク、エンデと対面                           |
| Episode12                                                         | 蒼き夢見の小道 溶けた心の想い人                                   | Waerme                                                            | フラッシュバックを通し、自らの想いを確かめたレイクは生きる事を選択する |

第一章では、グラウンドの各所をめぐる旅を通しつつ、以後の展開を予感させる伏線が敷かれてゆく。序章の最後で、レイクは謎の女性に窮地を救われるが、その女性――ヴェーネ・アンスバッハは、レイクを救った時のエネルギー開放の反動として、記憶障害に陥ってしまう。レイクを救う際に彼女が見せた白い翼を手がかりに、二人はヴェーネの記憶を取り戻すための旅に出る。レイク達は章の後半（EP10）で星と魂の摂理を説明するガイア理論のあらましを聞く。ガイア理論は以後の展開において、中心的な世界観として重要な役割を持つ。
元バウンティハンターの牧師、ニクソンを加え旅を続けるレイク達は、世界でも有数の実力者ゲオルク・ローズバーグが、レイク、ヴェーネを狙っているらしい事を知る。さらに章末になると、ゲオルクが、同じくレイク達をつけ狙うエンデと組んでいる事が分かる。エンデは強力なモンスターを自在に呼び出す能力をもち、自身も強大な力を持つ少年だが、この時点ではその正体は謎に包まれている。また、ときおり甦るヴェーネの記憶も謎や疑問を含んだものになっている。

### 第二章
| 冷たき雫の此方 Cause and effect, Beloved or nothing | 冷たき雫の此方 Cause and effect, Beloved or nothing | 冷たき雫の此方 Cause and effect, Beloved or nothing | 冷たき雫の此方 Cause and effect, Beloved or nothing                      |
| ナンバー                                            | タイトル                                            | タイトル                                            | 内容                                                                     |
| --------------------------------------------------- | --------------------------------------------------- | --------------------------------------------------- | ------------------------------------------------------------------------ |
| Episode13                                           | 新たなる旅立ち 選び取られし未来への道               | Ausland                                             | 見知らぬ世界で目覚めたレイクは、ミネルヴァ達と新たな旅を始める           |
| Episode14                                           | 欲望の都 混沌の海に揺蕩う生命                       | Krankheit                                           | ケイオスの探索、そこで再びエンデに出くわす                               |
| Episode15                                           | 黒き意思の暗躍 狙われた二つの鍵                     | Bosheit                                             | レヴェルストーク山地を越える                                             |
| Episode16                                           | 天使達の呼び声 遠き離別の彼方フェジテ               | Wahrheit                                            | ルートフォードのオーク本部で、世界の真実について教わる                   |
| Episode17                                           | ヘヴン・ザ・ホーイック 夕日に消えた天使たち         | Tod                                                 | レイクと別れたヴェーネ達もオーグ本部を目指す                             |
| Episode18                                           | 砕け散った約束 魂の嗚咽と終わりなき雨               | Regen                                               | レイクは自分の出生、そして持って生まれた使命を知る                       |
| Episode19                                           | 三条峰の伝説 舞い降りし天女に捧ぐ力                 | Maedchen                                            | ヤンシーが三条峰でドリス、ランサードに出会う                             |
| Episode20                                           | 六年の祝祭者 フェジテ要人殺害予告                   | Zweifel                                             | オーグは、暗殺を予告された学者の警護に訪れる                             |
| Episode21                                           | カオスへの導者 心の奈落にて囁く意思                 | Wahnsinn                                            | 先の殺人の黒幕としてカオス救世会に目をつけたオーグは、エイブラムを訪ねる |
| Episode22                                           | 崩れゆく障壁 迸る胎動と戦慄の残響                   | Verschmelzung                                       | フェジテ政府とオーグの衝突、そして天空境界の消滅                         |

フェジテを舞台に隠されていた世界の半分が明かされ、再会、新たなる邂逅を交えて物語が進んでいく。前章の最後で殺されたかに見えたレイクは、黒衣の二人の助けもあってか、見知らぬ土地で目を覚ます。レイクはヴェーネ達と離れ離れになってしまったが、近くの村で、旅の途中らしいミネルヴァ、ハウゼンに会う。レイクはこの土地が、自分のいた世界に属さないものである事に気付くが、素性を隠し彼らに同行する事に決める。
章の中盤（EP15からEP18辺り）になると、ミネルヴァ達がレイクに教える形で、それまでの色々な謎が明かされる。転生後の人間「セラパーソン」の住む、空中大陸「天使国家フェジテ」の存在、星を侵す病魔とそれを統率する「実行者」エンデ、セラパーソンの幼児に発症する病気「ディスピス」と、末期のディスピス患者（ルシファー）を地上に投棄するシステム、そうしたディスピス患者がグラウンドでイーヴルと呼ばれている事など、ここで語られる設定は『Seraphic Blue』のストーリーの根幹をなしているものが多い。レイクはさらに自分の出生についての真実も知る。彼はユアンとゲオルクの娘シリアの間に生まれた子供で、唯一のパーソン・セラパーソン間のハーフとして、星に巣食う病魔を駆逐する能力を賦与されている。レイクとユアン、死んだシリアの魂を受け継いだヴェーネは、星を救う存在「セラフィックブルー」と呼ばれ、ここより病魔の排除を実現するという、ストーリーの最終的な目標がはっきりと設定される。
EP19はこれまでと違い、地上に住むモンク、ヤンシーをメインに据え、セラパーソンの少女ドリスに会う様子が描かれる。これは第三章に続くヤンシー視点の物語の発端になる。第二章は今までフェジテの存在を地上から隠していた天空境界が、ゲオルクの陰謀で消滅するところで終わる。

### 第三章
| 遥か哀景の空 Truth of tears, Radiance for lives | 遥か哀景の空 Truth of tears, Radiance for lives | 遥か哀景の空 Truth of tears, Radiance for lives | 遥か哀景の空 Truth of tears, Radiance for lives            |
| ナンバー                                        | タイトル                                        | タイトル                                        | 内容                                                       |
| ----------------------------------------------- | ----------------------------------------------- | ----------------------------------------------- | ---------------------------------------------------------- |
| Episode23                                       | 新たなる世界と空 遥か大地をこの瞳に映して       | Krieg                                           | ニクソンとヤンシーのその後                                 |
| Episode24                                       | 再燃する運命 解放の偽善者と道化の蜂起           | Kampf                                           | レイク達はゲオルクの暗殺を試みるが失敗に終わる             |
| Episode25                                       | 天使の堕つる奈落 大地に思う魂の温もり           | Koexistenz                                      | 解放戦争に対するフェジテ側の動き                           |
| Episode26                                       | 支配者の意思 屠る猛牙と淀みの腐臭               | Intrige                                         | モーガンに捕らわれたミネルヴァ達の救出                     |
| Episode27                                       | 荒ぶる黒死の翼 紅の空に燃え散った涙             | Opfer                                           | ゲオルクの攻撃を未然に防ぐため、ロビンの秘密工場に侵入する |
| Episode28                                       | 闇落ちる故郷の空 儚き今を抱き締めて             | Entschluss                                      | フェジテへと潜入したヤンシー達の行動                       |
| Episode29                                       | 招かれざる帰郷 黒き幼子達の戯れる園             | Finsternis                                      | イーヴルに占拠されたフェジテガーデンの解放                 |
| Episode30                                       | 星の慟哭 血肉の雨に濡れる少女                   | Klage                                           | 戦火まみえるダルムシュタットで救助活動に励む               |
| Episode31                                       | 蒼き旅人の夜明け 天使の双翼に想いを乗せて       | Band                                            | C.M.G.C.本部でのモーガンとの決戦                           |
| Episode32                                       | 悠久のフェジテ 日溜りの優しき別れ               | Selbstaendigkeit                                | ダルムシュタットにできた謎のドームの調査                   |
| Episode33                                       | 空と大地と魂の軌跡 愛を請う創生者の涙           | Liebe                                           | 星の代弁者から語られるフェジテ誕生のいきさつ               |
| Episode34                                       | 蒼喰らう黒獅子 寂寥に濡れる堕天使の翼           | Verzweiflung                                    | ゲオルクは戦争の切り札である空中要塞ラージュを起動させる   |
| Episode35                                       | セラフィックブルー 想いは青空の彼方に           | Blauer Himmel                                   | ラージュでのゲオルクとの決戦                               |

天空境界が消滅した事で、ゲオルクは、地上の人間を家畜同然に扱うフェジテに対しての蜂起を呼びかける。天使孤児を作ったセラパーソンへの憎しみを捨てきれないニクソンと、フェジテにドリスを手早く連れ戻したいヤンシーは決起集会が開かれるダルムシュタットへ向かう。この章では、ゲオルクの起こす天地間の戦争が話の中心になる。レイク達オーグの面々は、戦場に赴き事態の収拾をはかりながら、ゲオルクの世界征服の野望を阻止しようとする。
第三章の前半には、ヤンシー達をメインに置いたエピソード（EP23、28）と、レイク達オーグのメンバーを中心とするエピソード（それ以外）に分かれる。2つのパーティーは最終的にEP31で合流する。第三章は全体の中で占める部分の大きい章だが、伏線の解消は少なく、現在進行形のエピソードが主体となる。また行動の自由も大幅に制限される事が多く、キャラクターがフィールドマップ上を動く場面もあまりない。
フェジテがモーガン・ダグラスに占領された事により、地上対フェジテの戦争は全面的なものになる。戦争を背後で操っているのはエンデで、彼は時にゲオルク、時にモーガンに力を貸し、戦況を複雑なものにしていく。最終的には、オーグの活躍によりモーガン、ゲオルクは共に斃れ戦争も終結を迎える。しかし、幾らかの都市は壊滅し、また主人公側からも犠牲者が出る事になる。

### 最終章
| 翼の散り逝く彼方 My hearty wing, Somedays blue sky | 翼の散り逝く彼方 My hearty wing, Somedays blue sky | 翼の散り逝く彼方 My hearty wing, Somedays blue sky | 翼の散り逝く彼方 My hearty wing, Somedays blue sky               |
| ナンバー                                           | タイトル                                           | タイトル                                           | 内容                                                             |
| -------------------------------------------------- | -------------------------------------------------- | -------------------------------------------------- | ---------------------------------------------------------------- |
| Episode36                                          | 別れと巣立ち 優しき眼差しに見送られて              | Mutter                                             | ラージュでの決戦後のヴェーネ達                                   |
| Episode37                                          | 受け継がれる魂 天使に宿る一欠片の想い              | Laecheln                                           | セラフィックブルー完全体になるためのオリジナル・ヴェーネとの融合 |
| Episode38                                          | 病魔の滅絶 迫るエンデの刻限                        | Entscheidungsschlacht                              | ラウレンティアの大樹に巣食うガイアキャンサーの駆除               |
| Episode39                                          | 焼け落ちる白き翼 ホワイトウィング壊滅              | Katastrophe                                        | 突如消滅したホワイトウィングへと赴く                             |
| Episode40                                          | カオスの憧憬 滅亡の種を追い求めて                  | Vorzeichen                                         | エンデの協力者だった人物を探す                                   |
| Episode41                                          | 潰えし愛の記憶 あの遠き空の下に生まれて            | Aisia                                              | ディザスティアの丘でのクルスク一家との対面                       |
| Episode42                                          | 君に送る言葉 咎と十字架と未来への心                | Abschied                                           | 最終決戦前夜                                                     |
| Episode43                                          | 終末の空 この愛を此処に在らざる子供達へ            | Dasein                                             | アイシャの空内部を進む                                           |
| Letzte Episode                                     | セラフィックブルー 想いは青空と共に                | Vene Ansbach                                       | 最終決戦                                                         |

物語の真相の開示、終末の空での最終決戦、そして物語の終わりまでが描かれる。死んだレイク、ユアンの魂を受け継いだヴェーネは、セラフィックブルーとして完全なものになるため、かつての自分の肉体――ルシファーと化し、フェジテガーデン・フェスク内に保管されている――に残る魂の欠片と融合する。その後ヴェーネ達は、星の自然治癒の障害となっているガイアキャンサーを殲滅するため、最後の戦いを始める。
最終章では残されていた伏線がいよいよ解決されると共に、今まで常に物語を陰で引っ張っていたエンデが黒幕の座から降ろされる。ヴェーネ達は章の半ばで、エンデを遂に打ち倒すが、彼は既に実行者としての権限を「協力者」に奪われた後である事が判明する。ヴェーネ達はエンデを裏切った「協力者」の正体を、モーガンとの決戦を前に死んだかに思えたケインとその家族に見出し、彼らとの対面を果たす。10年前、イーヴル・ディザスティアとして惨殺された娘アイシャの死を契機にニヒリズム、反出生主義にのめり込み、「世界を真の意味で救済」しようとする一家は、星の命に対し致命打となる星の病巣の拡大を図り、さらにヴェーネが過去に封印していた人格「エル」の"形而下での"誕生を告げる。ヴェーネ達は彼らとの決戦を、星の死の前駆症状「アイシャの空」で始める。

## Director's Cut
2006年11月5日の夜中に、maglogを通して『Seraphic Blue -Director's Cut-』が発表された。元は、タイトルを『Seraphic Blue Ver2.0 -Sophistication of Blue-』とし、9月の公開を予定していた。しかし変更・追加の増加にともない、作者がVer2.0では不適当だとしたため、現在のタイトルに変更された。なお、BGMに使うMP3の量が増えたため、ゲームファイルの大きさは150MBを越えている。そのためゲームファイルは4つに分けて配布されている。発表後にも修正ファイルのアップデートが行われ、現在最も新しい修正ファイルは2007年3月16日のものになる。
主な変更点としては、戦闘時の不利状態の強化、アウターハザード（戦闘時における第三者からの攻撃）、中盤以降の敵の能力値強化、ボスの思考ルーチンの強化が挙げられる。また、パーティーキャラクターの一部特技の変更・追加や、キャラクター個々の属性耐性の変更によって、特に終盤「二軍落ち」する事の多かったキャラクターの強化が図られている。他にもイベントの追加・改変、使用BGMの一部変更、システム面の細かい変更が行われている。

## 評価
ファミ通は本作について、過激な描写もある一方で、絶望の中に希望を見出そうとする登場人物の様子には泣けるシーンが多いと評し、Director's Cut版でのプレイを推奨している。
ゲームクリエイターとしてスクウェア・エニックスに所属していた斎藤成紀は、本作について「90年代風の重厚な世界観のストーリー」「メカニクスがシンプルなのに読みが深い」と評し、「作品に見て取れるデザイナーの怒りと執念」に衝撃を受けたと語っている。
もぐらゲームスは、本作はゲームとしての面白さがあると共に、新しい価値観を持つに至るような「一線を越えた物語体験」を持っていると評した。
TheGamerは、『Seraphic Blue』を『OMORI』や『Ib』と並べて「RPGツクールで制作された最高のゲーム11選」の一つに挙げ、「物語の終わりにはプレイヤーを圧倒させる、JRPGの真髄」とコメントした。

## 関連作品
- 『Seraphic Blue Image Sound Tracks』（2007年）
DC版のミュージックコンポーザーRainyによるイメージサントラ。ゲーム中使用曲からピックアップした4曲のリメイク版＋新規書き下ろし2曲。作曲者のサイト上で無料オンライン配布という形態を採っていた（現在はサイト自体が閉鎖されている）。